# Heinkel HD 24
Heinkel HD 24 là một loại thủy phi cơ huấn luyện, được phát triển ở Đức vào cuối thập niên 1920.

## Biến thể
- Sk 4
  - Sk 4A
  - Sk 4B

## Quốc gia sử dụng
Thụy Điển
- Không quân Thụy Điển
- Hải quân Thụy Điển

## Tính năng kỹ chiến thuật (HD 24a)

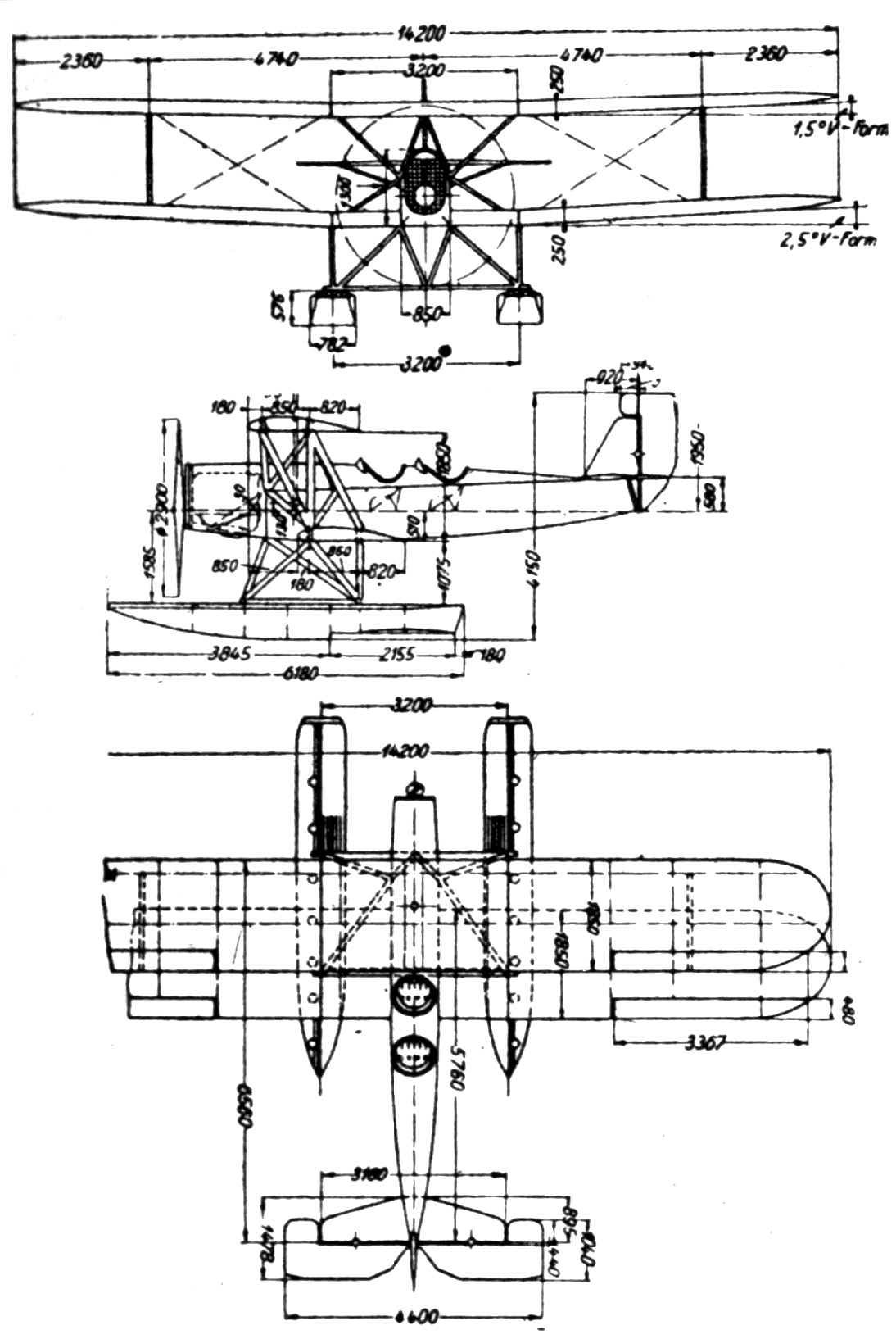
Heinkel HD 24

Đặc điểm tổng quát
- Kíp lái: 2
- Chiều dài: 8,60 (28 ft 3 in)
- Sải cánh: 14,20 m (46 ft 7 in)
- Chiều cao: 3,84 m (12 ft 7 in)
- Diện tích cánh: 50,1 m² (539 sq.ft)
- Trọng lượng rỗng: 1.300 kg (2.870 lb)
- Trọng lượng có tải: 2.150 kg (4.740 lb)

 Hiệu suất bay 
- Vận tốc cực đại: 180 km/h (113 mph)
- Trần bay: 4.500 m (14.800 ft)
- Vận tốc lên cao: 4,3 m/s (850 ft/s)